# Ariel Eslava
Ariel Julio Eslava Steinmetz (Buenos Aires, 11 aprile 1979) è un ex cestista argentino con cittadinanza spagnola.

## Palmarès
- Campionato spagnolo: 1

Real Madrid: 1999-2000
- Copa del Rey: 1

Saski Baskonia: 2009
- Supercoppa spagnola: 1

Saski Baskonia: 2008